# Dégazage (chimie)
Pour les articles homonymes, voir Dégazage.
Le dégazage est l’élimination des gaz dissous des liquides, en particulier de l’eau, des solutions aqueuses ou organiques. Il existe de nombreuses méthodes possibles pour éliminer les gaz des liquides. 

## Objectifs
Les chimistes extraient les gaz des solvants lorsque les composés sur lesquels ils travaillent sont éventuellement sensibles à l'air ou à l'oxygène, ou lorsque la formation de bulles aux interfaces solide-liquide devient problématique. La formation de bulles de gaz quand un liquide est gelé peut également être indésirable, nécessitant un dégazage. 

## Méthodes pour éliminer tous les gaz dissous
Une agitation lente, la mise sous vide, le barbotage, la sonication, le chauffage, le refroidissement et la séparation membranaire sont les principales méthodes utilisées pour réaliser un dégazage. La combinaison de certaines de ces méthodes ensemble permet généralement d'améliorer l'efficacité.

### Réduction de pression
La solubilité d'un gaz obéit à loi de Henry, c'est-à-dire que la quantité de gaz dissous dans un liquide est proportionnelle à sa pression partielle. Par conséquent, le fait de placer une solution sous pression réduite rend le gaz dissous moins soluble. Cette technique est souvent appelée dégazage sous vide. Des dégazeurs sous vide sont utilisés pour dégazer les liquides par réduction de la pression. 

### Régulation thermique
De manière générale, un solvant aqueux dissout moins de gaz à température élevée et inversement pour les solvants organiques. En conséquence, le chauffage d'une solution aqueuse peut expulser les gaz dissous, alors que le refroidissement d'une solution organique a le même effet. L'avantage de cette méthode est qu'elle ne nécessite aucun appareil spécial et qu'elle est facile à mettre en œuvre. Cette technique ne peut pas être utilisée si le solvant et le soluté se décomposent, réagissent l'un avec l'autre ou s'évaporent à haute température. 

### Cycle geler-pomper-dégeler
Dans cette technique à l'échelle du laboratoire, le liquide à dégazer est placé dans un ballon et gelé rapidement, généralement avec du diazote liquide. Ensuite, un vide est appliqué et le ballon est scellé. Un bain d’eau chaude est utilisé pour dégeler le fluide et lors de la décongélation, des bulles de gaz se forment et s’échappent. Le processus est généralement répété trois fois. Bien qu'il s'agisse d'une méthode viable pour dégazer une grande variété de solvants organiques, certains solvants sont sujets à une expansion importante lors de la congélation rapide. Cette expansion peut causer des problèmes pratiques en cassant le conteneur. Certains solvants connus pour un tel comportement sont l'eau et le méthanol.

### Dégazage membranaire
Les méthodes membranaires de séparation gaz-liquide permettent le passage de gaz mais pas de liquide. Faire circuler une solution au niveau d'une membrane de séparation gaz-liquide et aspirer vers l'extérieur fait sortir le gaz dissous à travers cette membrane. L'avantage de cette méthode est de pouvoir empêcher la redissolution du gaz, elle est donc utilisée pour produire des solvants très purs. Les nouvelles applications concernent les systèmes à jet d'encre où le gaz contenu dans l'encre forme des bulles et dégrade la qualité d'impression. Une unité de dégazage est placée devant la tête d'impression pour éliminer le gaz et éviter l'accumulation de bulles, ce qui permet de conserver une bonne qualité d'impression et de projection.

## Méthodes pour éliminer des gaz spécifiques

### Barbotage
Faire barboter une solution avec un gaz de grande pureté (généralement inerte) peut extraire des gaz dissous indésirables (généralement réactifs) tels que le dioxygène et le dioxyde de carbone. Le diazote, l'argon, l'hélium et d'autres gaz inertes sont couramment utilisés. Cette technique est appelée barbotage et peut être réalisée dans un barboteur. Pour maximiser ce processus, la solution est agitée vigoureusement et soumise à des bulles du gaz inerte pendant une longue période.

### Ajout d'un réducteur
Si le dioxygène doit être éliminé, l'ajout de réducteurs est parfois efficace. Par exemple, en particulier dans le domaine de l'électrochimie, le sulfite d'ammonium est fréquemment utilisé en tant que réducteur car il réagit avec l'oxygène pour former des ions sulfate. Bien que cette méthode ne puisse être appliquée qu'à l'oxygène et implique un risque de réduction du soluté, le dioxygène dissous est presque totalement éliminé.   

## Applications

### Dégazage du vin
Durant la vinification, la levure utilise du sucre pour produire de l'alcool et du dioxyde de carbone. Ce gaz est un sous-produit indésirable pour la plupart des vins. Il est donc important de dégazer le vin avant sa mise en bouteille. 
Les établissements vinicoles peuvent souvent sauter cette étape en vieillissant leurs vins avant sa mise en bouteille. Stocker les vins dans des fûts en acier et en bois pendant des mois, voire des années, permet aux gaz d'être libérés du liquide et de s'échapper dans l'air à travers des sas à air. 

### Dégazage de la phase mobile en HPLC
La phase mobile utilisée en chromatographie en phase liquide à haute performance (HPLC) est dégazée directement avant son utilisation. Le but est d'éliminer :
- le dioxygène ce qui permet d'éviter les risques de dégradation par oxydation des échantillons ou de la phase stationnaire ;
- les bulles de gaz au niveau du détecteur ce qui permet de réduire le bruit de fond.

Deux méthodes de dégazage sont utilisées :
- le barbotage avec un gaz inerte tel que le hélium ;
- l'utilisation d'un dégazeur sous vide en ligne.

La deuxième méthode est de plus en plus utilisée car elle permet de ne plus avoir besoin d'utiliser de gaz inerte.